# Phyllis Newman
Phyllis Newman (19 de marzo de 1933 - 15 de septiembre de 2019) fue una actriz y cantante estadounidense. Ganó el premio Tony en 1962 a la mejor actriz destacada en un musical por su papel de Martha Vail en el musical Subways Are for Sleeping on Broadway. Ganó el premio Isabelle Stevenson en 2009 y fue nominada a otro Tony por Broadway Bound (1987), también tuvo dos nominaciones a los Drama Desk Awards .

## Educación y primeros años
Newman nació en Nueva Jersey- Es una de las tres hijas de una pareja de inmigrantes judíos. Su madre, Rachel Gottlieb, de Lituania, era conocida profesionalmente como Marvelle the Fortune Teller . Su padre, Sigmund Newman, de Varsovia, se anunciaba a sí mismo como Gabel el grafólogo y trabajaba junto a su esposa en diversiones en el paseo marítimo.
Newman tenía dos hermanas, Shirley (Sra. Elliott) Porte y Elaine (Sra. Harry) Sandaufer.  Asistió a Lincoln High School, donde fue definida como una  "Futura estrella de Hollywood".

## Carrera

### Broadway
Newman hizo su debut en Broadway en Wish You Were Here en 1952. Otros créditos teatrales incluyen Bells Are Ringing, Pleasures and Palaces, The Apple Tree, On the Town, The Prisoner of Second Avenue, Awake and Sing!, Broadway Bound y Subways Are for Sleeping, por la que ganó el premio Tony a la mejor actriz destacada en un musical, superando a Barbra Streisand en I Can Get It for You Wholesale .
Interpretó a Stella Deems en la versión de concierto de 1985 de "Follies" en el Avery Fischer Hall de Nueva York. El concierto produjo tanto una grabación del elenco como un documental filmado, conservando su interpretación cantando "¿Quién es esa mujer?" .
En junio de 1979, Newman y Arthur Laurents colaboraron en el programa  The Madwoman of Central Park West .
Producida por Fritz Holt, incluía canciones de Leonard Bernstein, Jerry Bock, John Kander, Martin Charnin, Betty Comden, Adolph Green, Edward Kleban, Fred Ebb, Sheldon Harnick, Peter Allen, Barry Manilow, Carole Bayer Sager y Stephen Sondheim entre otros. El espectáculo tuvo 86 funciones en el 22 Steps Theatre de la ciudad de Nueva York.

### Televisión
Uno de los primeros papeles televisivos de Newman fue en un episodio de 1959 del drama criminal Decoy de Beverly Garland. Al año siguiente, interpretó a Doris Hudson en la serie de reemplazo de verano de CBS Diagnosis: Unknown, junto a Patrick O'Neal como el patólogo Dr. Daniel Coffee.
Newman se convirtió en una importante celebridad televisiva en las décadas de 1960 y 1970. Fue un personaje recurrente en los programas de juegos de la cadena de mayor audiencia What's My Line?, Match Game y To Tell the Truth y una invitada frecuente de Johnny Carson en The Tonight Show de NBC. También fue invitada en la serie de televisión Thirtysomething de la década de 1980 interpretando el personaje de Elaine, la madre de Melissa (interpretada por Melanie Mayron) .
Newman creó el papel de Renée Buchanan en la telenovela de ABC One Life to Live y fue una habitual en la serie de horario estelar 100 Center Street y en la serie satírica de NBC That Was The Week That Was . 
Otros créditos televisivos incluyen The Man from UNCLE; Ley de Burke; ABC Etapa 67 Asesinato, ella escribió; y El salvaje salvaje oeste . Newman protagonizó la comedia de corta duración sobre una pareja que vive en una comunidad de jubilados de Arizona, Coming of Age, junto a los actores veteranos Paul Dooley, Glynis Johns y Alan Young .

### Cine
En la pantalla, Newman apareció en Picnic (1955), Let's Rock (1958), Bye Bye Braverman (1968), To Find a Man (1972), Mannequin (1987), Only You (1994), The Beautician and the Beast (1997). ), Un precio por encima de los rubíes (1998) y La mancha humana (2003).

### Música
Además de sus apariciones en grabaciones originales del elenco, Newman grabó un álbum de canciones contemporáneas, Those Were the Days, para Sire Records en 1968. En Inglaterra, el álbum fue lanzado como Phyllis Newman's World of Music en London Records .

### La Iniciativa de Salud de la Mujer Phyllis Newman
En 1995, Newman fundó la Iniciativa de Salud de la Mujer Phyllis Newman del Actors Fund of America . Desde entonces, fue anfitriona de las galas anuales Nothing Like a Dame, que han recaudado más de 3,5 millones de dólares y han ayudado a 2500 mujeres en la industria del entretenimiento.
En 2009, Newman recibió el primer premio Isabelle Stevenson, un premio Tony especial, por su trabajo con Health Initiative. Este premio reconoce a "una persona de la comunidad teatral por su trabajo humanitario".

### Memorias
Sus memorias Just in Time—Notes from My Life, relata su carrera, la vida con su esposo, el letrista y dramaturgo Adolph Green, y su lucha contra el cáncer.

## Vida personal y fallecimiento.
Newman estuvo casada con el letrista y dramaturgo Adolph Green desde 1960 hasta su muerte en 2002. Fue madre del periodista Adam Green y de la cantautora Amanda Green. Newman murió el 15 de septiembre de 2019 a la edad de 86 años por complicaciones de un trastorno pulmonar.

## Filmografía
| Año  | Título                             | Role                          | notas         |
| ---- | ---------------------------------- | ----------------------------- | ------------- |
| 1955 | Picnic                             | Juanita Badger - Chica genial | Sin acreditar |
| 1956 | El rey vagabundo                   | Lulú                          | Sin acreditar |
| 1958 | Vamos a rockear                    | kathy abbott                  |               |
| 1967 | la bruja desnuda                   | madre de roberto              |               |
| 1968 | Adiós Braverman                    | myra mandelbaum               |               |
| 1972 | Para encontrar un hombre           | Betty McCarthy                |               |
| 1977 | Un espacio secreto                 | Ana                           |               |
| 1987 | Maniquí                            | la madre de emmy              |               |
| 1991 | Decir Kadish                       | lynn                          |               |
| 1994 | Sólo tu                            | madre de fe                   |               |
| 1997 | La esteticista y la bestia         | judy molinero                 |               |
| 1998 | Un precio por encima de los rubíes | Sra. Gelbart                  |               |
| 1998 | Un pez en la bañera                | Silvia Rosen                  |               |
| 2000 | Solo por el momento                | Maggie                        |               |
| 2000 | Tenías que ser tú                  | judith penn                   |               |
| 2003 | La Mancha humana                   | Seda de iris                  |               |